# باشگاه فوتبال رئال مادرید در فصل ۲۳–۲۰۲۲
باشگاه فوتبال رئال مادرید در قالب فصل ۲۰۲۳-۲۰۲۲ میلادی، صد و نوزدهمین سال فعالیت خود در فوتبال اسپانیا و نود و دومین فصل متوالی حضور رئال در لالیگا است.   
| لقب‌(ها) | Los Blancos (سفیدها) Los Galácticos (کهکشانی‌ها) Los Águilas (عقاب‌ها) Los Merengues (خامه‌ای‌ها) Los Vikingos (وایکینگ‌ها) La Casa Blanca (خانه سفید) |

## پیش‌زمینه
رئال مادرید در فصل جاری، به علاوه لالیگا در رقابت های کوپا دل ری، سوپرجام اسپانیا، لیگ قهرمانان اروپا شرکت خواهد کرد. همچنین این تیم باتوجه به کسب عنوان قهرمانی اروپا در سوپرجام اروپا حضور پیدا کرد و با نتیجه ۲–۰ اینتراخت فرانکفورت را شکست داد و قهرمان شد. همچنین رئال مادرید باید به مسابقات جام باشگاه‌های جهان راه پیدا کند که البته، پس از پیشنهاد فیفا برای تغییر فرمت، وضعیت مسابقات نامشخص است.
لازم به ذکر است، رئال مادرید بین ۹ نوامبر تا ۳۱ دسامبر به دلیل برگزاری جام جهانی فوتبال ۲۰۲۲ قطر، هیچ مسابقه ای برگزار نخواهد کرد. لالیگا قرار است پس از هفته چهاردهم، به حالت تعلیق درآید و مرحله گروهی لیگ قهرمانان زودتر از همیشه، در ابتدای نوامبر به پایان برسد.
فصل ۲۳–۲۰۲۲ اولین فصل از سال ۰۶–۲۰۰۵ است که مارسلو برزیلی در رئال مادرید حضور ندارد زیرا وی در تابستان به عنوان بازیکن آزاد جدا شد و برای همیشه از رئال مادرید خداحافظی کرد. همچنین در ابتدای فصل، ایسکو و گرت بیل از رئال مادرید جدا شدند و کاس
میرو نیز پس از فصل ۱۵–۲۰۱۴ دیگر در جمع کهکشانی‌ها حضور ندارد زیرا به منچستر یونایتد پیوست.

## مرور فصل

### پیش‌فصل
در ۱ ژوئن ۲۰۲۲ پس از پایان فینال لیگ قهرمانان اروپا، باشگاه جدایی دو بازیکنان خود که قراردادشان به پایان رسیده بود را تایید کرد. گرت بِیل و ایسکو کسانی بودند که پس از ۹ فصل حضور در لوس بلانکوس از تیم جدا شدند. در ۲ ژوئن، مدیریت باشگاه انتقال رسمی آنتونیو رودیگر به صورت رایگان از چلسی به‌وسیله عقد قراردادی ۴ ساله را اعلام کرد. سپس لوکا مودریچ قراداد خود را یک فصل دیگر تمدید کرد. همچنین فلورنتیو پرز اعلام کرد که اورلین شوامنی با انتقالی گزاف از موناکو به جمع بازیکنان رئال مادرید پیوسته و قرارداد وی نیز شش سال اعتبار دارد. در ۱۲ ژوئن، رئال مادرید خروج کاپیتان تیم، یعنی مارسلو را پس از ۱۵ سال سابقه بازی در تیم اعلام کرد. این بازیکن برزیلی ۲۵ قهرمانی را به همراه رئال مادرید به دست آورد که بیشتر از هر بازیکن دیگری در تاریخ باشگاه است. در ۸ ژوئیه، رئال مادرید با انتقال دائمی لوکا یوویچ به فیورنتینا موافقت کرد. همچنین در ۱۳ ژوئیه، قرارداد اسپانسرینگ با کمپانی بی‌ام‌دبلیو بسته شد. یازده روز بعد، تاکفوسا کوبو به رئال سوسیداد فروخته شد. در ۱ اوت انتقال قرضی بورخا مایورال به ختافه با پرداخت وجه نقد دائمی شد.

### اوت
ابتدا در سوپرجام اروپا، رئال مادرید با گلزنی داوید آلابا و کریم بنزما توانست اینتراخت فرانکفورت را شکست دهد و قهرمان شود. با این گل کریم بنزما، او توانست از رائول عبور کرده و پس از کریستیانو رونالدو به دومین گلزن برتر تاریخ باشگاه رئال مادرید تبدیل شود. این پیروزی باعث شد تا رئال به همراه بارسلونا و میلان با ۵ قهرمانی بیشترین قهرمانی سوپرکاپ اروپا را داشته باشد.چهار روز بعد، لوکاس وازکز و داوید آلابا دو گل به ثمر رساندند تا رئال با پیروزی مقابل آلمریا تازه لالیگایی، مسابقات را آغاز کند. با توافق میان باشگاه و منچستر یونایتد، طی انتقال ۶۰ میلیون یورویی کازمیرو به این تیم انتقال داده شد. در ۲۰ اوت و یک روز بعد، شاگردان آنچلوتی با چهار گل که توسط بنزما، مودریچ، وینیسیوس و والورده زده شد، در مقابل گل خورده که توسط ایاگو آسپاس زده شد، در برابر سلتاویگو به پیروزی رسیدند. هشت روز بعد، گلزنی وینیسیوس و بنزما، موجب پیروزی رئال مادرید در مقابل تیم اسپانیول با نتیجه ۳–۱ شد. 

## بازیکنان
از ۸ ژوئیه ۲۰۲۲
توجه: پرچم ها نشان دهنده تیم ملی است که طبق قوانین واجد شرایط بودن فیفا تعریف شده است. بازیکنان ممکن است بیش از یک ملیت غیر فیفا داشته باشند. 
| شماره |         | نقش       | بازیکن               |
| ----- | ------- | --------- | -------------------- |
| ۱     | بلژیک   | دروازه‌بان | تیبو کورتوا          |
| ۲     | اسپانیا | مدافع     | دنی کارواخال         |
| ۳     | برزیل   | مدافع     | ادر. میلیتائو        |
| ۴     | اتریش   | مدافع     | داوید آلابا          |
| ۵     | اسپانیا | مدافع     | خسوس وایخو           |
| ۶     | اسپانیا | مدافع     | ناچو                 |
| ۷     | بلژیک   | مهاجم     | ادن هازارد           |
| ۸     | آلمان   | هافبک     | تونی کروس            |
| ۹     | فرانسه  | مهاجم     | کریم بنزما (کاپیتان) |
| ۱۰    | کرواسی  | هافبک     | لوکا مودریچ          |
| ۱۱    | اسپانیا | مهاجم     | مارکو آسنسیو         |
| ۱۲    | فرانسه  | هافبک     | ادواردو کاماوینگا    |

| شماره |                 | نقش       | بازیکن          |
| ----- | --------------- | --------- | --------------- |
| ۱۳    | اوکراین         | دروازه‌بان | آندری لونین     |
| ۱۵    | اروگوئه         | هافبک     | فدریکو والورده  |
| ۱۷    | اسپانیا         | هافبک     | لوکاس وازکز     |
| ۱۸    | فرانسه          | هافبک     | اورلین شوامنی   |
| ۱۹    | اسپانیا         | هافبک     | دنی سبایوس      |
| ۲۰    | برزیل           | مهاجم     | وینیسیوس جونیور |
| ۲۱    | برزیل           | مهاجم     | رودریگو         |
| ۲۲    | آلمان           | مدافع     | آنتونیو رودیگر  |
| ۲۳    | فرانسه          | مدافع     | فرلان مندی      |
| ۲۴    | جمهوری دومینیکن | مهاجم     | ماریانو         |

## نقل و انتقالات

### ورودی
| تاریخ        | پست. | نام              | از تیم          | یادداشت     | منبع          |
| ------------ | ---- | ---------------- | --------------- | ----------- | ------------- |
| ۱ ژوئیه ۲۰۲۲ | DF   | آلوارو اودریزولا | فیورنتینا       | پایان قرض   | [ ۱۶ ]        |
| ۱ ژوئیه ۲۰۲۲ | DF   | آنتونیو رودیگر   | چلسی            | بازیکن آزاد | [ ۱۷ ]        |
| ۱ ژوئیه ۲۰۲۲ | DF   | ویکتور چوست      | کادیز           | پایان قرض   | [ ۱۸ ]        |
| ۱ ژوئیه ۲۰۲۲ | MF   | تاکفوسا کوبو     | رئال مایورکا    | پایان قرض   | [ ۱۹ ]        |
| ۱ ژوئیه ۲۰۲۲ | MF   | رینییر           | بروسیا دورتموند | پایان قرض   | [ ۲۰ ]        |
| ۱ ژوئیه ۲۰۲۲ | MF   | اورلین شوامنی    | آاس موناکو      | انتقال      | [ ۲۱ ]        |
| ۱ ژوئیه ۲۰۲۲ | FW   | بورخا مایورال    | ختافه           | پایان قرض   | [ ۲۲ ] [ ۲۳ ] |

### خروجی
| تاریخ          | پست. | بازیکن         | به تیم         | یادداشت       | منبع.         |
| -------------- | ---- | -------------- | -------------- | ------------- | ------------- |
| ۱ ژوئیه ۲۰۲۲   | DF   | مارسلو         | المپیاکوس      | پایان قرارداد | [ ۲۴ ] [ ۲۵ ] |
| ۱ ژوئیه ۲۰۲۲   | MF   | ایسکو          | سویا           | پایان قرارداد | [ ۲۶ ] [ ۲۷ ] |
| ۱ ژوئیه ۲۰۲۲   | FW   | گرث بِیل        | لس آنجلس       | پایان قرارداد | [ ۲۸ ] [ ۲۹ ] |
| ۶ ژوئیه ۲۰۲۲   | DF   | ویکتور چوست    | کادیز          | انتقال        | [ ۳۰ ]        |
| ۸ ژوئیه ۲۰۲۲   | FW   | لوکا یوویچ     | فیورنتینا      | انتقال        | [ ۳۱ ]        |
| ۱۲ ژوئیه ۲۰۲۲  | DF   | ماریو گیلا     | لاتزیو         | انتقال        | [ ۳۲ ]        |
| ۱۹ ژوئیه ۲۰۲۲  | MF   | تاکفوسا کوبو   | رئال سوسیداد   | انتقال        | [ ۳۳ ]        |
| ۲۱ ژوئیه ۲۰۲۲  | DF   | سرخیو سانتوس   | میراندس        | قرض           | [ ۳۴ ]        |
| ۱ اوت ۲۰۲۲     | FW   | بورخا مایورال  | ختافه          | انتقال        | [ ۳۵ ]        |
| ۵ اوت ۲۰۲۲     | DF   | میگل گوتیرز    | خیرونا         | انتقال        | [ ۳۶ ]        |
| ۱۲ اوت ۲۰۲۲    | MF   | ماروین پارک    | لاس پالماس     | قرض           | [ ۳۷ ]        |
| ۱۸ اوت ۲۰۲۲    | MF   | آنتونیو بلانکو | کادیز          | قرض           | [ ۳۸ ]        |
| ۱۹ اوت ۲۰۲۲    | MF   | کاسمیرو        | منچستر یونایتد | انتقال        | [ ۳۹ ]        |
| ۱۹ اوت ۲۰۲۲    | MF   | رینییر         | خیرونا         | قرض           | [ ۴۰ ]        |
| ۲۶ اوت ۲۰۲۲    | FW   | خوانمی لاتاسا  | ختافه          | قرض           | [ ۴۱ ]        |
| ۱ سپتامبر ۲۰۲۲ | GK   | تونی فویدیاس   | خیرونا         | انتقال        | [ ۴۲ ]        |

## باشگاه

### کادر فنی و پزشکی
| موقعیت             | نام                            |
| ------------------ | ------------------------------ |
| سرمربی             | کارلو آنچلوتی                  |
| کمک مربی           | داویده آنچلوتی                 |
| دستیاران فنی       | فرانچسکو مائوری بنیامینو فولکو |
| مربی تناسب اندام   | انتونیو پینتوس                 |
| مربی دروازه بانان  | لوئیس لوپیز                    |
| دکتر               | خوزه جی. پارالس                |
| تحلیلگر و آنالیزور | سیمون مونتانارو                |

منبع: 

### چارت مدیریتی
| موقعیت           | نام |
| ---------------- | --- |
| مدیرعامل         | فلورنتینو پرز |
| معاون اول        | فرناندو فرناندز تاپیاس |
| معاونان دوم      | ادواردو فرناندز پدرو لوپز خیمنز |
| رئیس هیئت مدیره  | انریکه سانچز گونزالس |
| اعضای هیئت مدیره | آنخل لوئیس هراس سانتیاگو آگوادی گارسیا جرونیمو فارره مونچاراز انریکه پرز رودریگز مانوئل سرزو ولازکز خوزه سانچز برنال گومرسیندو سانتاماریا گیل رائول روندل اورتیز خوزه مانوئل اوترو لاستره نیکولاس مارتین-سانز گارسیا کاتالینا مینیاررو بروگارولاس |

## بازی‌های دوستانه
باشگاه رئال مادرید در تاریخ ۱۰ ژوئن ۲۰۲۲، اعلام کرد که طی یک اردوی آماده سازی پیش‌فصل به ایالات متحده سفر خواهد کرد و سه بازی تدارکاتی برای تیم از جمله دیدار با بارسلونا و یوونتوس در نظر گرفته شده است.
| ۲۳ ژوئیه ۲۰۲۲ تدارکاتی ۱ | رئال مادرید | ۰–۱   | بارسلونا    | لاس وگاس، ایالات متحده                                                     |
| ۲۰:۰۰ یوتی‌سی ۷:۰۰-       |             | گزارش | رافینیا ۲۹' | ورزشگاه: ورزشگاه الیجنت تماشاگران: ۶۱،۲۹۹ داور: مارک الاتین (ایالات متحده) |

| ۲۶ ژوئیه ۲۰۲۲ تدارکاتی ۲ | رئال مادرید                       | ۲–۲   | آمریکا                             | سانفرانسیسکو، ایالات متحده                                                         |
| ۱۹:۳۰ یوتی‌سی ۷:۰۰-       | بنزما ۲۲' · هازارد ۵۴' (پنالتی) · | گزارش | مارتین ۵' · فیدالگو ۸۲' (پنالتی) · | ورزشگاه: ورزشگاه ای‌تی‌اندتی پارک تماشاگران: ۴۰۶۳۰ داور: جوزف دیکرسون (ایالات متحده) |

| ۳۰ ژوئیه ۲۰۲۲ تدارکاتی ۳ | رئال مادرید                       | ۲–۰   | یوونتوس | لس آنجلس، ایالات متحده                                                     |
| ۱۹:۰۰ یوتی‌سی ۷:۰۰-       | بنزما ۱۹' (پنالتی) · آسنسیو ۶۹' · | گزارش |         | ورزشگاه: ورزشگاه رز بول تماشاگران: ۹۳۷۰۲ داور: مایکل رادچوک (ایالات متحده) |

## مسابقات

### لا لیگا

#### جدول رده بندی
| رتبه | تیم            | بازی | برد | مساوی | باخت | گل زده | گل خورده | گل تفاضل | امتیاز | صعود یا سقوط                    |
| ---- | -------------- | ---- | --- | ----- | ---- | ------ | -------- | -------- | ------ | ------------------------------- |
| ۱    | بارسلونا       | ۳۸   | ۲۸  | ۴     | ۶    | ۷۰     | ۲۰       | ۵۰+      | ۸۸     | صعود به مرحله‌گروهی لیگ قهرمانان |
| ۲    | رئال مادرید    | ۳۸   | ۲۴  | ۶     | ۸    | ۷۵     | ۳۶       | ۳۹+      | ۷۸     | صعود به مرحله‌گروهی لیگ قهرمانان |
| ۳    | اتلتیکو مادرید | ۳۸   | ۲۳  | ۸     | ۷    | ۷۰     | ۳۳       | ۳۷+      | ۷۷     | صعود به مرحله‌گروهی لیگ قهرمانان |
| ۴    | رئال سوسیداد   | ۳۸   | ۲۱  | ۸     | ۹    | ۵۱     | ۳۵       | ۱۶+      | ۷۱     | صعود به مرحله‌گروهی لیگ قهرمانان |
| ۵    | ویارئال        | ۳۸   | ۱۹  | ۷     | ۱۲   | ۵۹     | ۴۰       | ۱۹+      | ۶۴     | صعود به مرحله‌گروهی لیگ اروپا    |

#### خلاصه نتایج
| مجموع | مجموع  | مجموع | مجموع | مجموع | مجموع | مجموع | مجموع | خانه | خانه | خانه | خانه | خانه | خانه | مهمان | مهمان | مهمان | مهمان | مهمان | مهمان |
| بازی  | امتیاز | پ     | ت     | ش     | گ‌ز    | گ‌خ    | ت‌گ    | پ    | ت    | ش    | گ‌ز   | گ‌خ   | ت‌گ   | پ     | ت     | ش     | گ‌ز    | گ‌خ    | ت‌گ    |
| ----- | ------ | ----- | ----- | ----- | ----- | ----- | ----- | ---- | ---- | ---- | ---- | ---- | ---- | ----- | ----- | ----- | ----- | ----- | ----- |
| ۵     | ۱۵     | ۵     | ۰     | ۰     | ۱۵    | ۵     | ۱۰+   | ۲    | ۰    | ۰    | ۶    | ۲    | ۴+   | ۳     | ۰     | ۰     | ۹     | ۳     | ۶+    |

آخرین بروزرسانی: ۱۱ سپتامبر ۲۰۲۲

منبع: La Liga

پ = پیروزی؛ ت = تساوی؛ ش = شکست؛ گ‌ز = گل زده؛ گ‌خ = گل خورده؛ ت‌گ = تفاضل گل

#### روند هفته به هفته
| هفته    | ۱ | ۲ | ۳ | ۴ | ۵ | ۶ | ۷ | ۸ | ۹ | ۱۰ | ۱۱ | ۱۲ | ۱۳ | ۱۴ | ۱۵ | ۱۶ | ۱۷ | ۱۸ | ۱۹ | ۲۰ | ۲۱ | ۲۲ | ۲۳ | ۲۴ | ۲۵ | ۲۶ | ۲۷ | ۲۸ | ۲۹ | ۳۰ | ۳۱ | ۳۲ | ۳۳ | ۳۴ | ۳۵ | ۳۶ | ۳۷ | ۳۸ |
| ------- | - | - | - | - | - | - | - | - | - | -- | -- | -- | -- | -- | -- | -- | -- | -- | -- | -- | -- | -- | -- | -- | -- | -- | -- | -- | -- | -- | -- | -- | -- | -- | -- | -- | -- | -- |
| ورزشگاه | ب | ب | ب | خ | خ | ب | خ | ب | خ | ب  | خ  | خ  | ب  | خ  | ب  | ب  | خ  | ب  | خ  | ب  | خ  | ب  | خ  | ب  | خ  | ب  | خ  | خ  | ب  | خ  | ب  | خ  | ب  | خ  | ب  | خ  | ب  | خ  |
| نتیجه   | پ | پ | پ | پ | پ |   |   |   |   |    |    |    |    |    |    |    |    |    |    |    |    |    |    |    |    |    |    |    |    |    |    |    |    |    |    |    |    |    |
| جایگاه  | ۴ | ۲ | ۱ | ۱ | ۱ |   |   |   |   |    |    |    |    |    |    |    |    |    |    |    |    |    |    |    |    |    |    |    |    |    |    |    |    |    |    |    |    |    |

زمین: ب = بیرون از خانه، خ = داخل خانه. دست‌آورد: پ = پیروزی، ش = شکست، م = مساوی، ع = به تعویق افتاده.

#### جزئیات بازی‌ها
| ۱۴ اوت ۲۰۲۲ ۱      | آلمریا                                         | 1–2   | رئال مادرید                             | آلمریا                                                                   |
| ۲۲:۰۰ یوتی‌سی ۲:۰۰+ | رمضانی ۶' · صدیق '40 · کورو '66 · پیگمال '86 · | گزارش | کاماوینگا '40 · وازکز ۶۱' · آلابا ۷۵' · | ورزشگاه: Juegos Mediterráneos تماشاگران: ۶۱۰۳ داور: خوان مارتینث مونوئرا |

| ۲۰ اوت ۲۰۲۲ ۲      | سلتاویگو                                    | 1–4   | رئال مادرید                                                                                          | ویگو                                                              |
| ۲۲:۰۰ یوتی‌سی ۲:۰۰+ | تاپیا '13 · آسپاس ۲۳' (پنالتی) · مایو '65 · | گزارش | بنزما ۱۴' (پنالتی) · مودریچ ۴۲' · وینیسیوس ۵۶' · کارواخال '65 · والورده ۶۶' · آلابا '65 · آزار '87 · | ورزشگاه: ورزشگاه بالایدوس تماشاگران: ۱۵۶۸۱ داور: خسوس خیل مانزانو |

| ۲۸ اوت ۲۰۲۲ ۳      | اسپانیول | 1–3   | رئال مادرید | بارسلون                                                     |
| ۲۲:۰۰ یوتی‌سی ۲:۰۰+ |          | گزارش |             | ورزشگاه: ورزشگاه آرسی‌دی‌ئی تماشاگران: ۲۵۷۷۸ داور: ماریو لوپز |

| ۳ سپتامبر ۲۰۲۲ ۴   | رئال مادرید | 2–1   | رئال بتیس | مادرید                                                                    |
| ۱۶:۱۵ یوتی‌سی ۲:۰۰+ |             | گزارش |           | ورزشگاه: سانتیاگو برنابئو تماشاگران: ۵۸۵۷۹ داور: خوزه ماریا سانچز مارتینز |

| ۱۱ سپتامبر ۲۰۲۲ ۵  | رئال مادرید | 4–1   | رئال مایورکا | مادرید                                                                 |
| ۱۴:۰۰ یوتی‌سی ۲:۰۰+ |             | گزارش |              | ورزشگاه: سانتیاگو برنابئو تماشاگران: ۵۴,۸۱۶ داور: خورخه فیگوئروآ وازکز |

### کوپا دل ری
رئال مادرید در مرحله یک هشتم نهایی وارد مسابقات خواهد شد، زیرا این تیم در سوپرکاپ اسپانیا حضور دارد. 

### سوپرکاپ اسپانیا
| ۱۱–۱۲ ژانویه ۲۰۲۳ نیمه‌نهایی | رئال مادرید | v | والنسیا | ریاض، عربستان سعودی      |
| --:-- یوتی‌سی ۳:۰۰+          |             |   |         | ورزشگاه: ورزشگاه ملک فهد |

### لیگ قهرمانان اروپا

#### دور گروهی
قرعه کشی مرحله گروهی در ۲۵ اوت ۲۰۲۲ برگزار شد.

### سوپرجام اروپا
| ۱۰ اوت ۲۰۲۲ نهایی  | رئال مادرید             | 2–0   | آینتراخت فرانکفورت | هلسینکی، فنلاند                                                             |
| ۲۱:۰۰ یوتی‌سی ۳:۰۰+ | آلابا ۳۷' · بنزما ۶۵' · | گزارش | آلاریو '2+90       | ورزشگاه: ورزشگاه المپیک هلسینکی تماشاگران: ۳۱۰۴۲ داور: مایکل الیور (انگلیس) |

## آمار

### عملکرد کلی تیم در طول فصل
| رقابت              | اولین بازی        | آخرین بازی  | شروع دور        | آمار | آمار | آمار | آمار | آمار | آمار | آمار | آمار  |
| رقابت              | اولین بازی        | آخرین بازی  | شروع دور        | بازی | ب    | ت    | ش    | گ‌ز   | گ‌خ   | ت‌گ   | % برد |
| ------------------ | ----------------- | ----------- | --------------- | ---- | ---- | ---- | ---- | ---- | ---- | ---- | ----- |
| لا لیگا            | ۱۳ اوت ۲۰۲۲       | ژوئن ۲۰۲۳   | هفته اول        | ۰    | ۰    | ۰    | ۰    | ۰    | ۰    | ۰+   | —     |
| کوپا دل ری         | ۳–۵ ژانویه ۲۰۲۳   |             | یک سی‌ودوم نهایی | ۰    | ۰    | ۰    | ۰    | ۰    | ۰    | ۰+   | —     |
| سوپرکاپ اسپانیا    | ۱۱–۱۲ ژانویه ۲۰۲۳ |             | نیمه‌نهایی       | ۰    | ۰    | ۰    | ۰    | ۰    | ۰    | ۰+   | —     |
| لیگ قهرمانان اروپا | ۶–۷ سپتامبر ۲۰۲۲  |             | دور گروهی       | ۰    | ۰    | ۰    | ۰    | ۰    | ۰    | ۰+   | —     |
| سوپرجام اروپا      | ۱۰ اوت ۲۰۲۲       | ۱۰ اوت ۲۰۲۲ | نهایی           | ۰    | ۰    | ۰    | ۰    | ۰    | ۰    | ۰+   | —     |
| مجموع              | مجموع             | مجموع       | مجموع           | ۰    | ۰    | ۰    | ۰    | ۰    | ۰    | ۰+   | —     |

آخرین به‌روزرسانی در: مه ۲۰۲۲

منبع: Soccerway